# Petiemol
Petiemol är en ort i Mexiko.   Den ligger i kommunen Tila och delstaten Chiapas, i den sydöstra delen av landet, 700 km öster om huvudstaden Mexico City. Petiemol ligger 961 meter över havet och antalet invånare är 119.
Terrängen runt Petiemol är kuperad åt nordost, men åt sydväst är den bergig. Runt Petiemol är det ganska tätbefolkat, med 111 invånare per kvadratkilometer. Närmaste större samhälle är Yajalón, 17,6 km sydost om Petiemol. I omgivningarna runt Petiemol växer i huvudsak städsegrön lövskog.